# ناوشکن کلاس فلچر
ناوشکن کلاس فلچر (به انگلیسی: Fletcher-class destroyer) یک کلاس از کشتی است که طول آن ۳۷۶٫۵ فوت (۱۱۴٫۸ متر) می‌باشد.